# Walternativo

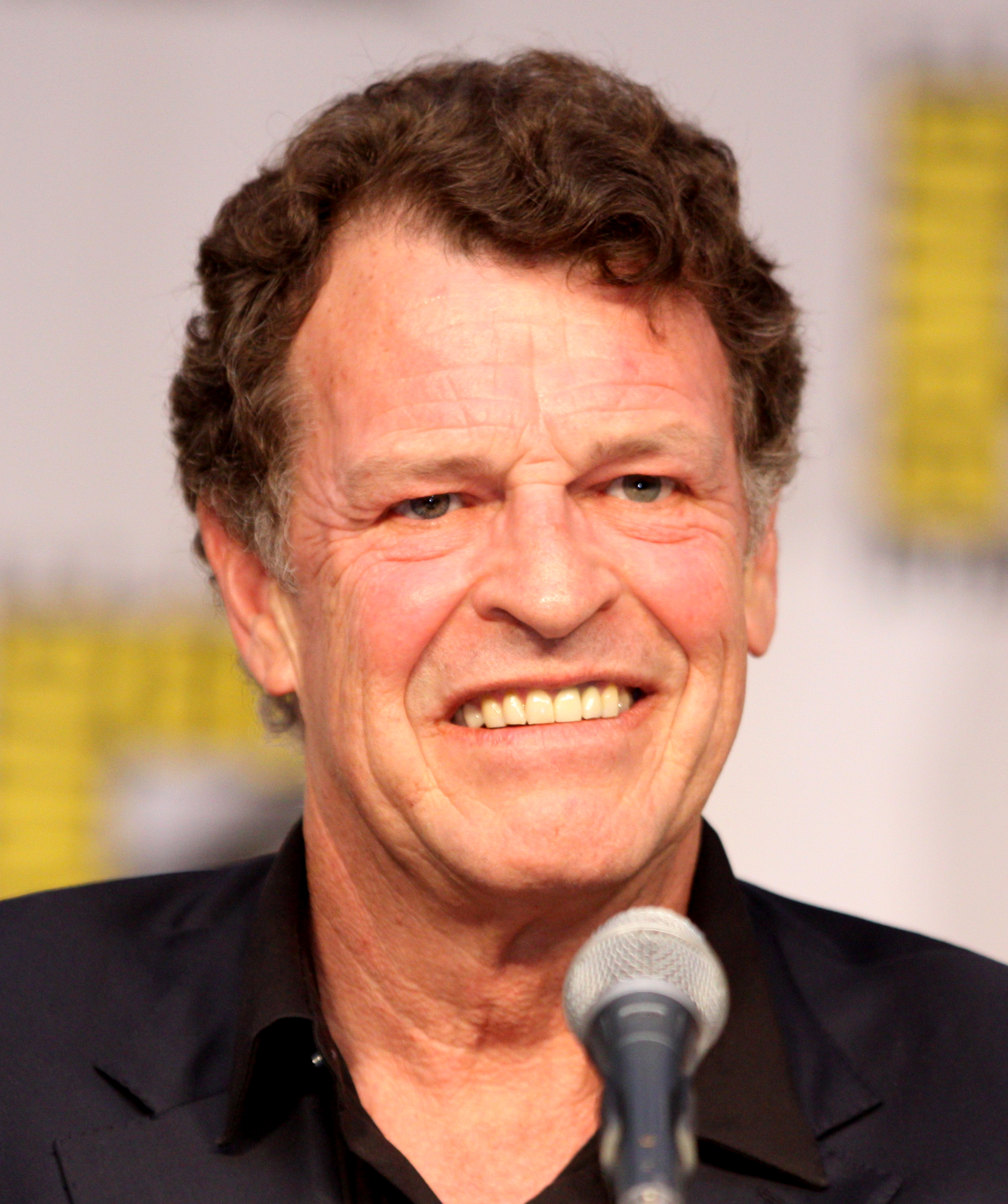
John Noble interpreta a Walternativo. Aquí en la Convención de Cómics de San Diego (California) celebrada en 2010.

Walternativo (Walternate), Walterno o Walter Bishop es un personaje de ficción de la serie televisiva Fringe, interpretado por el actor John Noble. Se trata de una versión alternativa del personaje del mismo nombre, Walter Bishop (uno de los protagonistas de la serie), que habita en un universo paralelo. Su primera aparición fue en el capítulo 16 de la Segunda Temporada, titulado “Peter”. Al igual que su homónimo, es un científico genial sin parangón en su mundo, además de ejercer como Secretario de Defensa del Gobierno de los Estados Unidos y, por tanto, responsable máximo de la División Fringe de su realidad.

## Walter alternativo
El apelativo "Walternativo" (Waltenate) fue idea de Walter Bishop, tras descubrir la existencia de su doble a través de la ventana interdimensional (capítulo 16 de la Segunda Temporada). Le bautizó así, con cierta sorna, para diferenciarlo de sí mismo.

## Biografía
Aunque Walternativo es la misma persona que Walter Bishop, su diferente trayectoria vital le ha llevado a desarrollar un carácter muy diferente al de su homónimo. Así, la prematura muerte del William Bell (Leonard Nimoy) alternativo impidió que ambos formaran la sociedad científica que en “este lado” dio lugar a la creación de Massive Dynamic, derivando las investigaciones de Walternativo por senderos distintos a los de Walter.
La esposa de Walternativo sigue viva en el presente, aunque se hallen separados (la de Walter se suicidó). Peter, su hijo, enfermó gravemente siendo niño (como el de Walter) y, aunque tras muchos esfuerzos fue capaz de dar con la cura, la aparición de un “observador” en el laboratorio distrajo al científico, quien no se percató del hallazgo. Desde el otro lado Walter pudo observarlo todo a través de una “ventana” dimensional (un dispositivo de su invención que le permite ver a través de la barrera que separa los universos), y decidió cruzar al otro lado para aplicarle a Peter el remedio que no pudo conseguir para su hijo. Sin embargo, al cruzar perdió la medicina, y se vio obligado a llevarse consigo de vuelta al niño. Le salvó y le crio como hijo suyo, ocultándole su auténtica procedencia.
Walternativo, por tanto, perdió a su hijo en la niñez, aunque siguiera vivo, en tanto que Walter pudo disfrutar de Peter, pese a haber visto morir a su propio hijo. Ello y el hecho de que la abertura que Walter provocó en la barrera entre universos iniciara el proceso de colapso de la Tierra, le convirtió en un hombre lleno de rencor y de odio, autoritario y malhumorado, obsesionado de por vida con dos objetivos: recuperar a su hijo y salvar su universo natal, al precio de destruir el universo de Walter, del que partió el “ataque” inicial.
Este sentimiento de cruzada y el hecho de no haber pasado 17 años ingresado en un sanatorio mental (como sí le ocurrió a su réplica), ha permitido a Walternativo desarrollar una carrera científica más larga y continua, dotando a su mundo de una tecnología más avanzada que el de Walter. De ese modo ha creado el ámbar que sella las fracturas espacio-temporales, retrasando la destrucción del mundo. Al igual que los “cambia-formas” infiltrados en la Tierra de “este lado” y el método de viaje dimensional que le permitió localizar a Peter y llevárselo de vuelta a su universo originario.
No obstante ha mantenido en secreto la auténtica naturaleza del colapso que sufre su mundo, achacándolo públicamente a un proceso natural. Sólo una pequeña minoría conoce la existencia de los universos alternos y del viaje interdimensional de Walter, causa del desastre.
Asimismo, ha sido capaz de localizar en su mundo las piezas de la Máquina enterradas por la misteriosa “Primera Gente”, acoplarlas y activarla mediante el ADN de Peter conseguido a través del hijo que éste ha tenido con la Olivia alternativa (Anna Torv).

## Bishop vs. Bishop

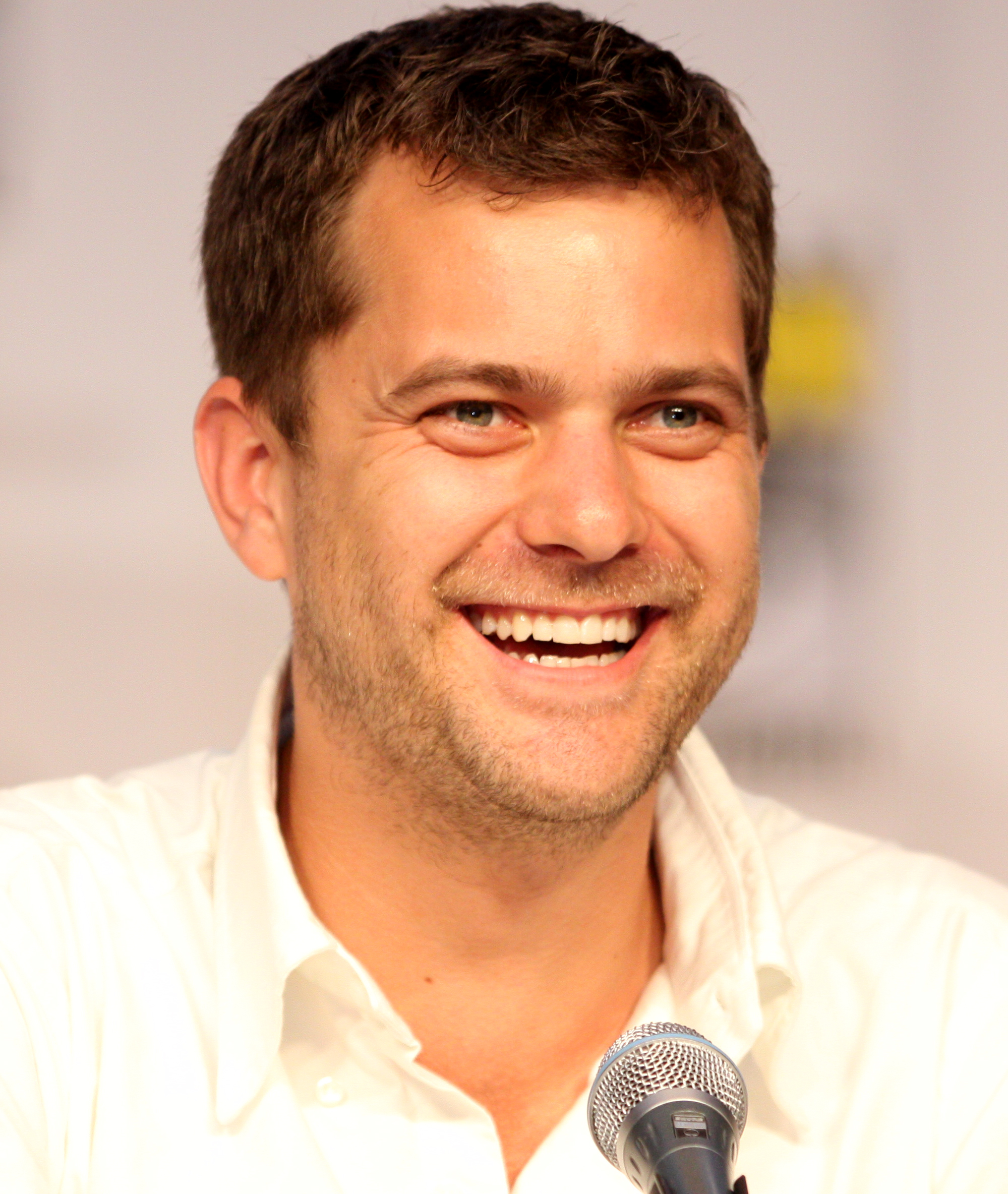
Peter Bishop (Joshua Jackson) es el principal nexo de unión entre los Walter de ambos universos.

Walter y Walternativo configuran un paradójico binomio: 
- Siendo Walter el personaje “positivo”, es, sin embargo, el secuestrador del hijo de Walternativo, el causante del deterioro (y posible destrucción) de dos universos y, por tanto, de miles o millones de muertos. El secuestro de Peter tras la muerte de su propio hijo, aunque por motivos loables (curar y salvar la vida al hijo de su otro yo), inició el proceso de degradación universal y al mismo tiempo llenó de rencor el alma de Walternativo, quien se ha embarcado en una guerra entre mundos. Por no hablar de que convenció a Peter de que sus recuerdos sobre su mundo natal y su verdadera familia eran fantasías, haciéndole creer durante décadas que era su padre y ocultándole su verdadero origen. Aunque todo ello motivado por un sincero amor paternal que Peter ha logrado, finalmente, entender.

- Walternativo, por su parte, ejerce de gran contrincante y “genio del mal” en la tercera temporada de Fringe, cuando en gran medida es víctima de acciones ajenas: no pudo aplicar el remedio a la enfermedad de su hijo por la intervención de un “observador” (que le impidió saber que había logrado hallar la cura, donde Walter había fracasado); perdió a su hijo sin saber, en un principio, qué le había ocurrido, para obsesionarse de manera enfermiza (destruyó su matrimonio) tras descubrir el secuestro y el destino de Peter; y ha sido testigo de la progresiva destrucción de su mundo. Finalmente su obsesión le ha convencido de la necesidad de destruir un universo entero para salvar el suyo, aunque ello suponga la muerte de millones de seres humanos. Por otro lado se niega categóricamente a experimentar científicamente con niños, cosa para la que Walter no tuvo ningún reparo en su juventud, lo que supuso convertir en un infierno la vida de sus cobayas humanas (de ahí el carácter introvertido y traumatizado de Olivia Dunham)

En definitiva, el encierro psiquiátrico de Walter durante más de tres lustros y la amputación de parte de su cerebro (practicada por su amigo William Bell a petición propia para evitar convertirse en lo que más temía), fueron recibidos por el científico como un justo castigo a sus acciones, y le ha servido como expiación a sus pecados. El hombre liberado de Santa Clara es muy diferente al Walter de los años 70 y 80; algo desequilibrado, sí, pero más humano. Pero sus acciones crearon en el universo alternativo la peor versión de sí mismo: Walternativo.

## Confrontación o colaboración
El aparentemente inevitable enfrentamiento entre Walter y Walternativo alcanza su cénit al final de la tercera temporada de Fringe, cuando el segundo logra activar la Máquina gracias al ADN del hijo de Peter. Por algún tipo de empatía cuántica la Máquina del universo de Walter también se activa, amenazando con destruir el mundo. Para evitarlo deciden que Peter se acople a la Máquina, lo cual no logra hasta que los poderes de Olivia (la "palanca") anulan el campo que la protege.
Al interactuar con el dispositivo Peter desplaza su conciencia hacia el futuro, descubriendo que su decisión de destruir el universo de Walternativo para salvar “este lado” consigue todo lo contrario: condenar ambos universos, porque se hallan inextricablemente unidos. Para evitarlo decide crear un agujero de gusano que conecte la localización de ambas Máquinas (situadas en sus respectivas islas de la Estatua de la Libertad): es necesario que ambos mundos colaboren para salvarse mutuamente. Al fin los dos Walter Bishop se hallan frente a frente.